# Arrested for Driving While Blind
Arrested for Driving While Blind è un singolo del gruppo musicale statunitense ZZ Top, pubblicato nel 1977 ed estratto dall'album Tejas.

## Tracce
- 7"

1. Arrested for Driving While Blind
2. Neighbor, Neighbor

## Formazione
- Billy Gibbons - chitarra, voce
- Dusty Hill - basso
- Frank Beard - batteria